# (20560) 1999 RX118
A (20560) 1999 RX118 a Naprendszer kisbolygóövében található aszteroida. A LINEAR projekt keretében fedezték fel 1999. szeptember 9-én.